# Omsætning
Omsætning (på engelsk: revenue), også undertiden omtalt som toplinjen, refererer indenfor regnskabsvæsen til en virksomheds salg. En virksomheds nettoomsætning findes i toppen af dens resultatopgørelse (deraf også navnet toplinjen) og opgøres som ét samlet tal i selskabets valgte rapporteringsvaluta.  Mens toplinjen står i toppen i virksomhedens resultatopgørelse – og altså viser selskabets samlede salg – så står bundlinjen i bunden af resultatopgørelse og viser selskabets lønsomhed (omsætning fratrukket diverse udgifter og omkostninger).
Omsætning byder på to problemer – hvornår den indregnes og med hvilken værdi. I praksis indregnes omsætning i de fleste virksomheder i takt med afsætningen defineret som levering (risikoens overgang). Projektvirksomheder vil dog kunne vælge at indregne omsætningen i takt med projektets fremdrift.
I henhold til årsregnskabsloven (bilag 1 pkt. C. 11), omfatter et selskabs nettoomsætning:
Salgsværdien af produkter og tjenesteydelser m.v., der henhører under selskabets ordinære aktiviteter med fradrag af prisnedslag, merværdiafgift og anden skat, der er direkte forbundet med salgsbeløbet.

## Eksterne links
- "Omsætning - hvad er omsætning?" (e-conomic.dk)